# Suối Ea Drăng
Suối Ea Drăng là một suối ở phía bắc tỉnh Đắk Lắk thuộc vùng Tây Nguyên, Việt Nam. Đây là một phụ lưu của sông Ea H'leo thuộc hệ thống sông Mê Kông.
Suối Ea Drăng bắt nguồn từ vùng đồi phía nam xã Dliê Yang, huyện Ea H'leo gần nơi giáp ranh ba huyện Ea H'leo, Krông Năng và Krông Búk. Suối chảy theo hướng Tây Tây Bắc, sang địa bàn huyện Ea Súp rồi hợp lưu với sông Ea H'leo. Hiện nay, một đoạn suối qua thị trấn Ea Drăng, trung tâm huyện lỵ huyện Ea H'leo, được ngăn lại thành hồ thủy lợi để cung cấp nước sinh hoạt, nước sản xuất nông nghiệp cũng như để điều tiết dòng chảy. Ngoài ra, công trình thủy điện Ea Drăng 2 cũng được xây dựng trên suối Ea Drăng đoạn qua xã Ea Wy, huyện Ea H'leo.